# Art Blakey
Arthur (Art) Blakey, (11. října 1919 Pittsburgh, Pensylvánie – 16. října 1990 New York, stát New York) po konverzi k islámu známý též pod jménem Abdullah Ibn Buhaina, byl americký jazzový bubeník a vedoucí jazzových ansámblů. Společně s Kennym Clarkem a Maxem Roachem patří k tvůrcům bebopového stylu bubnování. Jako autor skladeb je znám svým vitálním pojetím bebopu, který obohacoval bluesovými a funkovými prvky. Měl (a stále má) velký vliv na mainstreamový jazz. Více než 30 let vedl jazzový ansámbl Jazz Messengers, ve kterém se vystřídalo mnoho talentovaných jazzových muzikantů. Jeho přínos je tedy nejen hudbě, kterou skládal, ale i v tom, že poskytl prostor mladým nadějným jazzovým hudebníkům. Řadě z nich to pomohlo k odstartování úspěšné sólové kariéry. Podobný přístup prosazoval i Miles Davis.